# NGC 5061
NGC 5061 је елиптична галаксија у сазвежђу Хидра која се налази на NGC листи објеката дубоког неба.
Деклинација објекта је - 26° 50' 14" а ректасцензија 13h 18m 5,2s. Привидна величина (магнитуда) објекта NGC 5061 износи 10,3 а фотографска магнитуда 11,3. Налази се на удаљености од 26,227 милиона парсека од Сунца. NGC 5061 је још познат и под ознакама ESO 508-38, MCG -4-31-48, AM 1315-263, PGC 46330.